# Языджан, Давид Мисакович
Дави́д Миса́кович Языджа́н (15 мая 1915, Лоо, Черноморская губерния — 23 июля 1988, Сочи, Краснодарский край) — советский офицер-танкист, Герой Советского Союза (1945), участник Великой Отечественной войны в должности командира танка 92-го инженерно-танкового полка 5-й ударной армии 1-го Белорусского фронта.

## Биография
Родился 2 (15) мая 1915 года в селе Лоо, ныне район в черте города Сочи Краснодарского края, в семье крестьянина. Армянин. Окончив 7 классов, работал комбайнёром на Северской машинно-тракторной станции Краснодарского края.
В 1937—1940 годах — в Красной Армии. Служил в Ленинградском военном округе (ЛВО) механиком-водителем танка Т-38 в 357-м отдельном танковом батальоне 11-й стрелковой дивизии. Участник советско-финской войны 1939—1940 годов: сражался за острова в Ладожском озере на Сортавальском направлении.
Вторично призван в армию в июле 1941 года. В 1942 году окончил курсы младших лейтенантов.
На фронте в Великую Отечественную войну с сентября 1942 года. Воевал командиром танков Т-70, Т-34 и танка-тральщика на Брянском, Воронежском, Центральном, 1-м Украинском, 1-м Белорусском фронтах. В боях дважды ранен.
Участвовал:

— в оборонительных боях в районе посёлка Тербуны — в 1942 году;

— в Острогожско-Россошанской и Воронежско-Касторненской операциях, в том числе в прорыве вражеской обороны на Сторожевском плацдарме и освобождении территории Курской области, в Курской битве, в освобождении Левобережной Украины, в том числе городов Путивль, Бурынь, в форсировании Днепра с завоеванием плацдарма севернее Киева, в освобождении города Коростень — в 1943 году;

— в Ровно-Луцкой операции, в боях с Бродской вражеской группировкой, в Белорусской операции, в том числе в освобождении городов Пружаны, Брест, в боях на реках Западный Буг, Нарев — в 1944 году;

— в Висло-Одерской операции, в том числе в форсировании реки Пилица, в боях на Кюстринском плацдарме, в штурме города Кюстрин (ныне Костшин-над-Одрой, Польша) — в 1945 году.
Командир танка 92-го инженерно-танкового полка 5-й ударной армии младший лейтенант Языджан в боях за город Кюстрин 7—8 марта 1945 года на танке-тральщике подрывал мины, уничтожал баррикады на улицах, огневые точки, способствуя продвижению стрелковых подразделений.
Указом Президиума Верховного Совета СССР от 31 мая 1945 года за образцовое выполнение боевых заданий командования на фронте борьбы с немецко-фашистскими захватчиками и проявленные при этом мужество и героизм младшему лейтенанту Языджану Давиду Мисаковичу присвоено звание Героя Советского Союза с вручением ордена Ленина (№ 52206) и медали «Золотая Звезда» (№ 7677).
С 1946 года лейтенант Д. М. Языджан — в запасе. Член КПСС с 1946 года. Жил в посёлке Каткова Щель в Лазаревском районе города Сочи. Работал инкассатором.
Умер 23 июля 1988 года. Похоронен в поселке Зубова Щель Лазаревского района города Сочи.

## Награды
- Медаль «Золотая Звезда» Героя Советского Союза (31.05.1945, № 7677);
- орден Ленина (31.05.1945, № 52206);
- орден Красного Знамени (26.09.1944);
- орден Отечественной войны I степени (11.03.1985);
- орден Красной Звезды (16.02.1945);
- медали.

## Память
- Имя Героя в 2008 году присвоено средней школе № 83 в посёлке Каткова Щель города Сочи.
- В школе установлен бюст и открыт музей боевой славы имени Д. М. Языджана.